# Ordeal & Plight
Ordeal & Plight ist eine deutsche Post-Rock-Band aus Kamen (Nordrhein-Westfalen), die im Jahr 2012 gegründet wurde. Die Band spielt weitestgehend instrumentale Musik und besteht zurzeit aus drei Mitgliedern, die allerdings live durch weitere Musiker unterstützt werden.

## Geschichte
Am 13. Januar 2017 veröffentlichte die Band über Chaosthrone Records ihr gleichnamiges Debütalbum. Nach der Veröffentlichung des Debütalbums verließ Gründungsmitglied Robert Pollak die Band. Seit November 2019 ist Alessandro Delastik (Secrets of the Moon, Thulcandra) fester Schlagzeuger der Band.
Am 21. Mai 2021 erschien das zweite Album Her Bones in Whispers über das Plattenlabel Eisenwald Tonschmiede, auf dem diverse Gesangsbeiträge zu hören sind, wie zum Beispiel von Raven van Dorst, von der holländischen Band Dool.

## Diskografie
- 2017: Ordeal & Plight (CD, Album, Chaosthrone Records)
- 2021: Her Bones in Whispers (CD/LP, Album, Eisenwald Tonschmiede)